# Affair of the Dancing Lamas

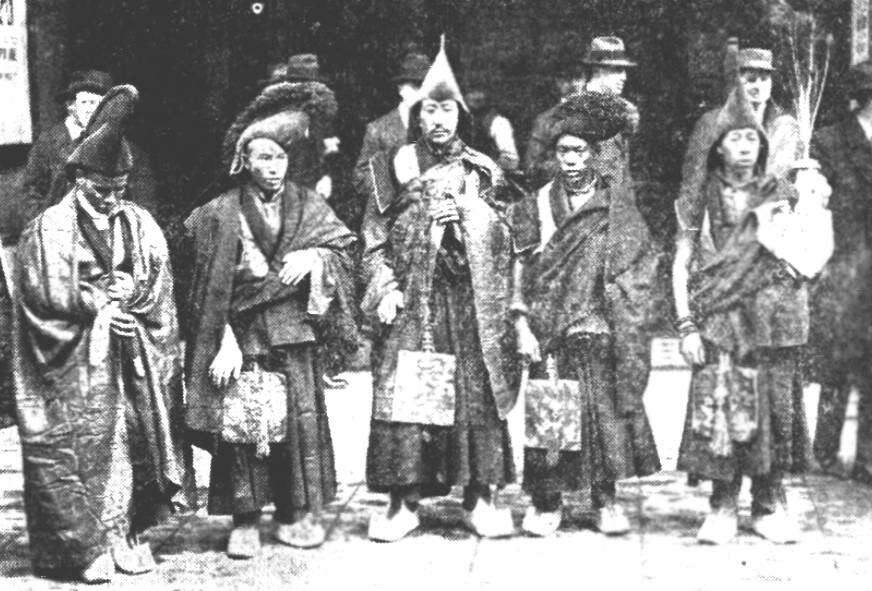
Tibetanische „Lamas“ in London, Dezember 1924

Die Affair of the Dancing Lamas (dt. „Affäre der tanzenden Lamas“) war eine über fast ein Jahrzehnt währende diplomatische Verstimmung zwischen Tibet und Großbritannien, deren Anlass der Besuch einer Gruppe tibetischer Mönche in Großbritannien in der Zeit vom Herbst 1924 bis 1925 war. Die Gruppe war Teil einer Werbekampagne für den von John Noel gedrehten offiziellen Film über die Britische Mount-Everest-Expedition des Jahres 1924.
Sowohl der Dalai Lama Thubten Gyatsho als auch die tibetische Regierung protestierten scharf sowohl gegen den Expeditionsfilm, der unter anderem Tibeter dabei zeigte, wie sie sich gegenseitig lausten, als auch gegen die Auftritte, die die tibetischen Mönche vor den öffentlichen Vorstellungen des Films absolvierten. Infolge des als Affront gegen die religiösen Gepflogenheiten empfundenen Vorfalls unterband die tibetische Regierung für mehrere Jahre weitere ausländische Expeditionen nach Tibet. Erst 1933 wurde wieder einer britischen Expedition erlaubt, in den tibetischen Teil des Himalayas zu reisen.
Schwerwiegender waren die Folgen der Affair of the Dancing Lamas für Tibet. Dort nahm der Einfluss mönchischer Traditionalisten erheblich zu, die damit in der Lage waren, die Reformversuche des 13. Dalai Lamas, das Land und die tibetische Armee nach westlichem Vorbild zu modernisieren, weitgehend zu unterminieren. Diese Entwicklung führte zu einer lang anhaltenden politischen und militärischen Schwächung Tibets. Historiker spekulierten wiederholt, ob ein nach den Wünschen des Dalai Lamas stärker reformiertes Tibet sich erfolgreicher der im Jahr 1950 erfolgten Annexion durch die Volksrepublik China hätte widersetzen können.

## Das Verhältnis zwischen Großbritannien und Tibet zu Beginn des 20. Jahrhunderts
Die Beziehungen zwischen Großbritannien und Tibet waren bereits Jahrzehnte vor der Affair of the Dancing Lamas von Missverständnissen und Fehleinschätzungen mit zum Teil drastischen Folgen geprägt.

### Tibet und „The Great Game“

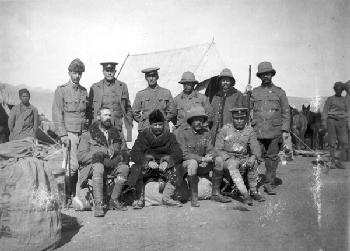
Major Francis Younghusband mit einigen Soldaten während des Britischen Tibetfeldzugs 1904

Der britisch-indischen Regierung galt Tibet als eines der problematischsten Nachbarländer Indiens. Das nahezu unzugängliche Land, über dessen Gegebenheiten wenig bekannt war, galt als rückständig und seine bewusste Abschottung gegenüber der Außenwelt wurde als Versuch der religiösen Oberschicht gedeutet, die Tibeter gezielt in Unkenntnis über die Welt außerhalb zu belassen. Eine Reihe von Briten, die in Britisch-Indien Einfluss hatten, ging jedoch davon aus, dass Tibet gegenüber Annäherungsversuchen des zaristischen Russlands offener sei. Im sogenannten Great Game, dem seit 1813 währenden Konflikt Großbritanniens und Russlands um die Vorherrschaft in Zentralasien, hätte dies die Position Großbritanniens erheblich geschwächt.
In völliger Verkennung der geographischen Gegebenheiten des Landes befürchteten Teile der britischen und britisch-indischen Regierung, dass Tibet zu einem russischen Einfallstor nach Britisch-Indien werden könne. Nachdem der Versuch einer erzwungenen Aufnahme von diplomatischen Beziehungen mit Tibet 1903 gescheitert war, kam es Ende desselben Jahres zum Britischen Tibetfeldzug, weil sich der indische Vizekönig Lord Curzon aus Sorge vor einer russischen Bedrohung zum Handeln gezwungen fühlte. Der Leiter des Feldzugs, Francis Younghusband, fand in Tibet jedoch keinerlei Spuren von russischen Aktivitäten: Es gab weder das vermutete russische Waffenarsenal noch eine von Russen gebaute Eisenbahn. Edmund Chandler, der die Expedition für die Daily Mail begleitet hatte, hielt für seine Leser fest, dass die Vorstellung, die britische Kolonialherrschaft könne durch ein Vordringen des zaristischen Russlands in das geographisch isolierte und schwer erreichbare Tibet gefährdet sein, absurd sei. Der Feldzug hatte lediglich zur Folge, dass die chinesische Regierung ihren unveränderten Anspruch auf die Oberhoheit über Tibet dokumentieren konnte. Die angebliche Bedrohung der britisch-indischen Grenzen durch das zaristische Russland erwies sich bereits 1907 als nicht mehr existent. Im August 1907 begrub Russland auf Druck Frankreichs seine Streitigkeiten mit Großbritannien und sicherte zu, die Grenzen Britisch-Indiens unangetastet zu lassen.

### Britisch-Tibetische Annäherung

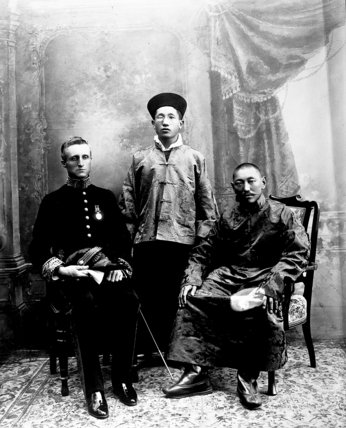
Charles Bell, Sidkeong Tulku Namgyal und Thubten Gyatsho 1910

Der Britische Tibetfeldzug hatte zur Konsequenz, dass China sich genötigt sah, zur Demonstration seines Anspruchs auf Tibet dort einzumarschieren. Der wegen seiner Brutalität gefürchtete chinesische General Zhao Erfeng besetzte 1906 zunächst Osttibet und 1910 dann auch ganz Tibet. Dabei kam es zu zahlreichen Gräueltaten. Auch der Britische Tibetfeldzug hatte auf tibetischer Seite zu hohen Verlusten geführt und im sogenannten Massaker von Guru waren mehr als 600 tibetische Soldaten gefallen, die keinerlei Widerstand gegen die militärisch deutlich überlegenen Briten geleistet hatten. Anders als die Chinesen hatten die Briten sich jedoch nicht an der tibetischen Zivilbevölkerung vergriffen, keines der Klöster gebrandschatzt oder Mönche niedergemetzelt und für requirierte Lebensmittel, Futter und Holz bezahlt. Der Dalai Lama, der während des Britischen Tibetfeldzugs in der Mongolei Exil gefunden hatte und erst 1909 nach Lhasa zurückgekehrt war, suchte diesmal britischen Schutz und floh 1910 erst nach Sikkim und dann nach Darjeeling, wo ihm der britische Diplomat Charles Bell ein Haus zur Verfügung stellte. Dies leitete eine Phase der politischen Annäherung zwischen den beiden Ländern ein, die nur kurzzeitig vom Ersten Weltkrieg unterbrochen wurde. Nachdem die chinesische Xinhai-Revolution 1912 dazu führte, dass die chinesischen Truppen aus Tibet abgezogen wurden, lieferte Großbritannien kurzzeitig Waffen an das mittlerweile von den Briten als eigenständig eingestufte Tibet. Nach Ende des Ersten Weltkriegs gab es aus Sorge um ein wiedererstarkendes Russland auf beiden Seiten den Wunsch, die Beziehungen zwischen den beiden Ländern zu verstärken.
Die Freundlichkeit und Hilfsbereitschaft, die Charles Bell gegenüber dem Dalai Lama 1912 zeigte, zahlte sich 1920 aus. Bell wurde als erster Europäer von der tibetischen Regierung nach Lhasa eingeladen. Bell blieb bis Oktober 1921 in Lhasa und beriet den Dalai Lama bei seinen Reformbemühungen, die unter anderem auf eine Modernisierung und Vergrößerung der tibetischen Armee abzielten. Der Widerstand der konservativeren Kräfte innerhalb Tibets gegen diese Pläne war so groß, dass Bell zeitweise befürchten musste, dass Anschläge auf ihn verübt würden.

## Die Britischen Mount-Everest-Expeditionen

### Der dritte Pol
Der Mount Everest stellte für eine Reihe von Briten den „dritten Pol“ dar. So schrieb beispielsweise der zutiefst patriotische Bergsteiger Alexander Mitchell Kellas an seinen späteren Expeditionskollegen Sandy Wollaston:

„Wir haben die Pole verfehlt, nachdem wir mehr als 300 Jahre die Meere beherrscht haben, und wir werden ganz sicher nicht die Chance verstreichen lassen, das Gebiet rund um den Mount Everest zu erkunden, nachdem wir für mehr als 160 Jahre die dominierende Macht in Indien waren […]. Ich wäre stolz, mit zwei bis zehn Trägern dahin zu gehen, ja sogar solo zu gehen, um dieses bisschen Erkundung für Großbritannien zu sichern.“

Da der Weg über Nepal in das Mount-Everest-Gebiet nicht offen stand, kam nur eine Route über Tibet in Frage. Die tibetische Regierung hatte sich bis 1920 jedoch strikt geweigert, einer britischen Expedition eine Genehmigung zu erteilen. Sowohl Alexander Mitchell Kellas als auch John Noel hatten bereits heimlich Expeditionen in die Region durchgeführt. Noel war beispielsweise verkleidet als Einheimischer, lediglich begleitet von einem nepalesischen Sherpa und einem aus Nordindien stammenden Jugendfreund, in die Region des tibetischen Hochlandes vorgedrungen. Er folgte dabei dem Flusstal der Tista und gelangte in Sichtweite des Mount Everest. Seine Maskerade als Einheimischer flog kurz danach auf und er wurde von tibetischen Verwaltungsbeamten dazu gezwungen, nach Sikkim zurückzukehren.
Dem Einfluss Charles Bells, der von Francis Younghusband – mittlerweile Vorsitzender der Royal Geographical Society – immer wieder mit dieser Angelegenheit bedrängt wurde, war es zu verdanken, dass 1921 endlich die Genehmigung erteilt wurde, dass britische Expeditionen in das Gebiet des tibetischen Hochlands reisen durften.

### Die drei Expeditionen

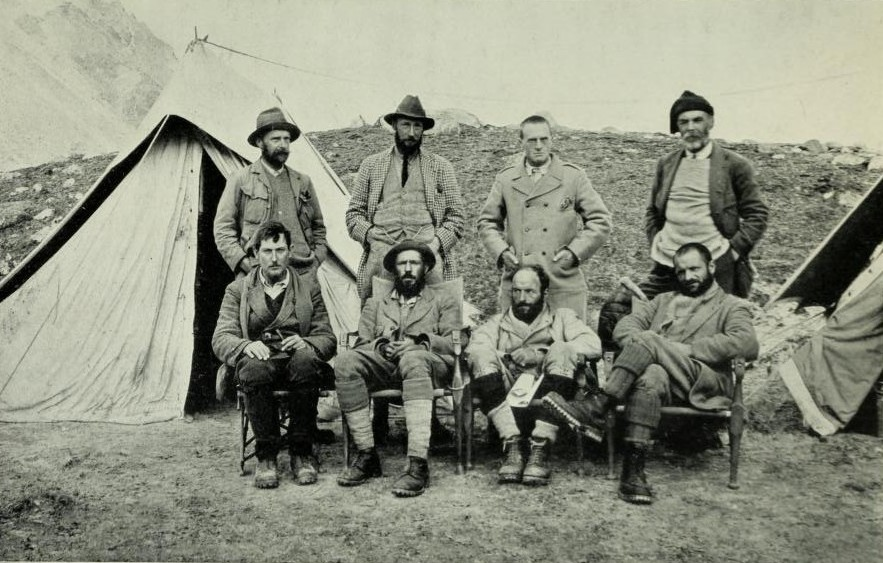
Mitglieder der britischen Expedition von 1921
Stehend: Wollaston, Howard-Bury, Heron, Raeburn
Sitzend: Mallory, Wheeler, Bullock, Morshead

Es gab insgesamt drei britische Expeditionen. Die erste im Jahre 1921, bei der Alexander Mitchell Kellas starb, hatte lediglich zum Ziel, das Gebiet rund um den Mount Everest zu kartographieren. Die zweite (1922) und die dritte Expedition (1924) hatten ausdrücklich die Erstbesteigung des Mount Everest zum Ziel. Die Expeditionen erfolgten zu einem Zeitpunkt, als Tibet in der westlichen Vorstellung sich noch nicht den Ruf eines zutiefst spirituellen Landes erworben hatte. Die Übersetzung des Tibetischen Totenbuchs in eine westliche Sprache erschien erstmals 1927, die Reiseberichte von Nicholas Roerich, der sich intensiv mit der Kultur der Himalaya-Region auseinandersetzte, erst 1930. Auch die Veröffentlichungen von Alexandra David-Néel kamen erst nach der letzten britischen Expedition heraus. Entsprechend unvorbereitet trafen die Expeditionsmitglieder der drei britischen Expeditionen in den 1920er Jahren auf eine gänzlich andere Vorstellungswelt, in der Menschen nur einmal im Jahr badeten, Polyandrie betrieben, Leichen an Geier verfütterten und Mönche auf menschlichen Knochen musizierten. Auf allen drei Expeditionen kam es entsprechend zu Verstößen gegen die religiösen Gepflogenheiten der Tibeter. Pässe wurden überschritten, ohne die vorgeschriebenen Rituale einzuhalten, Wild in Regionen gejagt, in denen dies aus religiösen Gründen untersagt war, und Teiche zum Baden zu Zeiten genutzt, in denen dies den Zorn der Götter heraufbeschwören konnte. Diese Verstöße gemeinsam mit einer Assoziation der Expeditionen mit einem militärischen Vordringen trugen wesentlich dazu bei, dass große Teile der tibetischen Oberschicht diesen ablehnend gegenüberstanden.

### John Noels Expeditionsdokumentationen

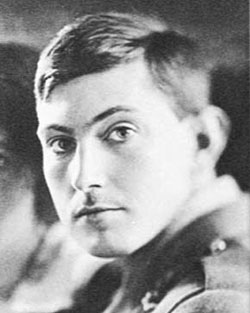
George Mallory, 1915

John Noel hatte 1921 nicht an der ersten Expedition teilnehmen können, da das britische Kriegsministerium nicht willens war, ihn von seinem Armeedienst freizustellen. Bei der zweiten Expedition übernahm Noel jedoch die Rolle des Fotografen und Kameramanns. Der Film, den Noel während der Expedition gedreht hatte, gehörte neben den Vortragsreisen von den beiden an der Expedition beteiligten Bergsteigern George Mallory und George Ingle Finch zu den Maßnahmen, mit denen die RGS unter der britischen Bevölkerung für eine erneute Besteigung warben. Climbing Mount Everest lief zehn Wochen lang in der Philharmonic Hall in London und war nach einer misslungenen Premiere und dem nachträglichen Hinzufügen von Musik einigermaßen erfolgreich. Der Umsatz an den Kinokassen betrug 10.000 Britische Pfund und die Royal Geographic Society, der die Filmrechte gehörte, verdiente mit dem Film 500 Britische Pfund.
Noel hatte 1924 eine Privatfirma gegründet, die für 8.000 Britische Pfund die Foto- und Filmrechte an der dritten Expedition erwarb, und damit wesentlich zur Finanzierung dieses erneuten Besteigungsversuches beigetragen. 8.000 Pfund war für damalige Verhältnisse eine ausgesprochen hohe Summe. Noel war nur mit Hilfe von Investoren wie dem Aga Khan und Francis Younghusband in der Lage gewesen, solch einen Kaufpreis für die Film- und Fotorechte zu finanzieren. Noel war entschlossen, unabhängig von dem Ergebnis der Expedition aus dem Film einen Erfolg zu machen. Sollte die Erstbesteigung misslingen, sollte daraus ein Dokumentarfilm über das noch unbekannte Tibet werden.
Insgesamt standen Noel 14 Kameras zur Verfügung, darunter auch ein kleines, taschengroßes Modell, das die Bergsteiger mit auf den Gipfel nehmen sollten. Noel begleitete den letzten Aufstieg mit seiner Spezialkamera bis auf den Nordgrat (North Col) in Höhe von 7000 Metern. Von diesem letzten Versuch der Erstbesteigung am 8. Juni 1924 kehrten George Mallory und sein junger Begleiter Andrew Irvine nicht zurück. Eine kurze Notiz von Mallory an Noel ist der letzte Kontakt, den die nicht am Aufstiegsversuch beteiligten Expeditionsmitglieder mit Mallory hatten.

## Der FilmThe Epic of Mount Everest
Für die Expeditionsteilnehmer war der mutmaßliche Tod von George Mallory und Andrew Irvine eine Tragödie. Nicht vorstellbar war jedoch für die Expeditionsteilnehmer, welche Anteilnahme das Verschwinden der beiden Bergsteiger in Großbritannien auslöste. Britische Zeitungen, die bald von dem Verschwinden der beiden Bergsteiger erfuhren, rätselten, ob sie noch vor ihrem Tod den Gipfel erreicht hatten. An dem Trauergottesdienst in der Londoner St Paul’s Cathedral nahmen der britische König, der Prince of Wales, der Duke of York und der Duke of Connaught teil. Noch am selben Abend gab es eine Gedenkfeier der Royal Geographical Society und des britischen Alpine Clubs in der Royal Albert Hall, der die führenden Persönlichkeiten der britischen Bergsteigerwelt beiwohnten.

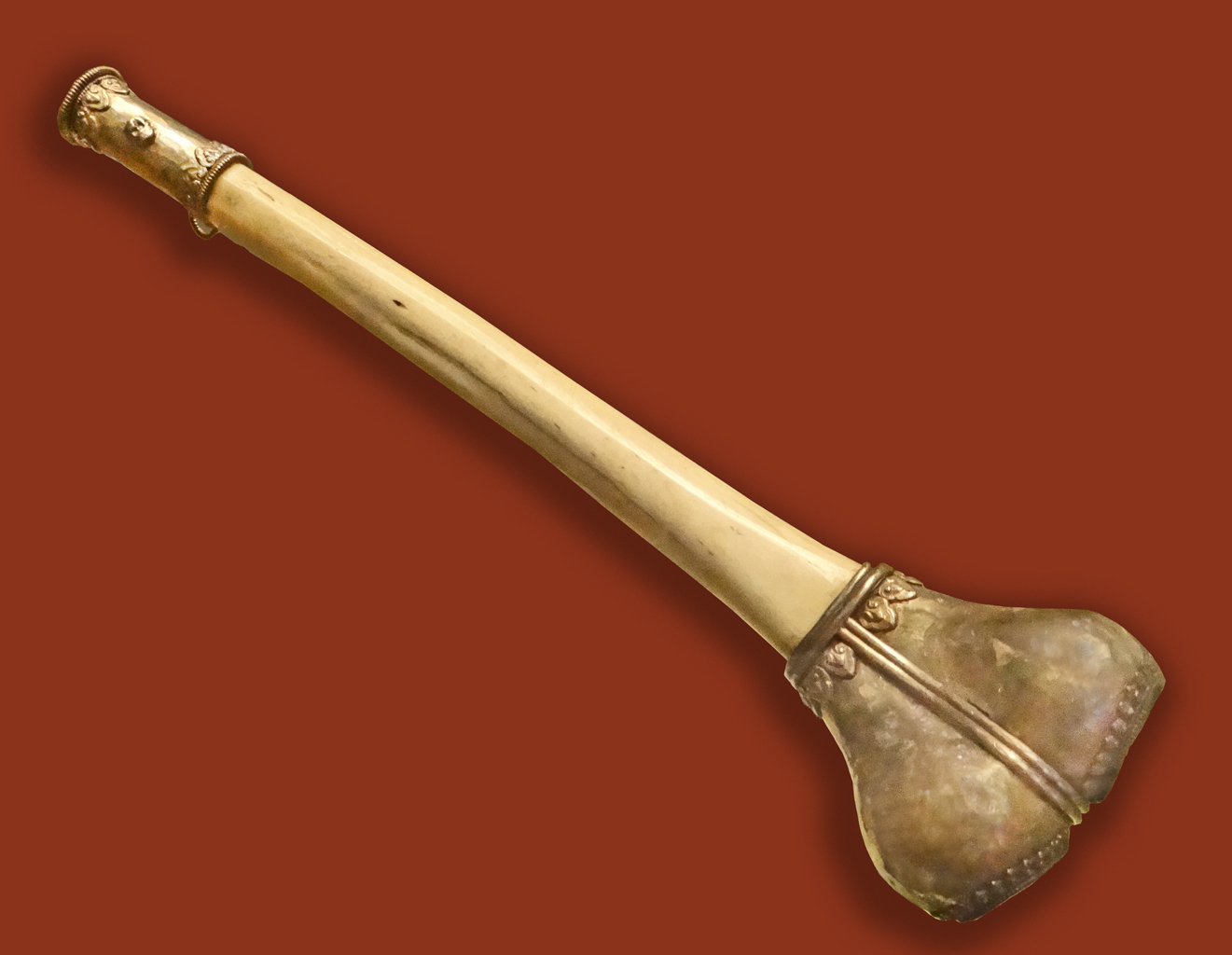
Eine Kangling (rkang gling), eine tibetische Trompete gefertigt aus Oberschenkelknochen, wie sie die tibetischen Mönche während ihrer Aufführungen nutzten. Ausstellungsstück des Britischen Museums.

John Noel sah sich angesichts des Todes von George Mallory und Andrew Irvine genötigt, den Film völlig neu auszurichten. Noel spielte zwar kurzzeitig mit dem Gedanken, aus dem Material zwei Filme zu schneiden: einen, der die Besteigungsversuche am Everest zum Thema haben sollte, und eine Reisedokumentation über das exotische Tibet. Letztlich aber entschied er sich für einen Film, der jedoch mehr sein sollte als nur ein Kinoerlebnis. Er engagierte einen bekannten Bühnenbildausstatter, der Aufbauten entwarf, der Kinosäle in einen tibetischen Hof umgestaltete, in dessen Hintergrund die Bergspitzen des Himalayas zu sehen waren. Um dem Ganzen mehr Lokalkolorit zu verleihen, bat Noel John Macdonald, einen in Indien lebenden Briten, der sowohl die Expedition von 1922 und 1924 vor Ort unterstützt hatte, nach London sieben tibetische Mönche zu senden und sicherzustellen, dass sie für tibetische Rituale typische Ausstattungen dabei hatten: Zimbeln, Kupferhörner, Schellen und Schwerter sowie Trompeten aus menschlichen Oberschenkelknochen und Trommeln aus menschlichen Schädeln. Nach Noels Plänen sollten diese Mönche gemeinsam mit dem Film auf Tour gehen und jeweils vor der Vorführung des Films auftreten. Die öffentliche Aufmerksamkeit war entsprechend groß. In einer der britischen Tageszeitungen erschienen Schlagzeilen wie Hohe Würdenträger der Tibetischen Kirche erreichen London, Bischof tanzt auf der Bühne, Musik von Schädeln. Tatsächlich handelte es sich überwiegend um einfache Mönche, lediglich einer der sieben Mönche war tatsächlich ein Lama, ein spiritueller Lehrmeister.

## Reaktion Tibets
Auf Grund der Aufmerksamkeit, die die tibetischen Mönche in Großbritannien erregten, blieb es unvermeidlich, dass die tibetische Regierung davon erfuhr. Sie überreichte eine offizielle diplomatische Protestnote. Offensichtlich sah man sich sowohl durch einzelne Szenen des Films kulturell bloßgestellt, der Auftritt der Mönche und die Bilder des Mount Everest, den Tibetern ein heiliger Berg, verstießen gegen die religiösen Sitten des Landes. Der tibetische Premierminister sendete außerdem eine diplomatische Note an den offiziellen britischen Vertreter in Tibet, F. M. Bailey, mit dem Verlangen, dass die britische Regierung die Mönche zur Rückreise zwinge. Der diplomatische Protest endete mit dem Hinweis, dass man zukünftig keine Genehmigungen für Expeditionen nach Tibet erteilen werde. Der Dalai Lama ordnete die Verhaftung der Mönche an, sobald sie wieder ihr Heimatland erreicht haben sollten. Unmittelbare Folge war eine merkliche Abkühlung in den Beziehungen zwischen Tibet und Britisch-Indien.
Insbesondere die aristokratische Schicht in Tibet reagierte empört über Szenen, die Tibeter dabei zeigten, wie sie ihre Kinder lausten und die Läuse dann aßen. Unterstützung fand die Haltung Tibets auch in Nachbarländern. Der Maharadscha von Sikkim fand die Läuseszene so demütigend, dass er John Noel jeglichen Zutritt zu Sikkim untersagte.
Die sieben Mönche waren ohne Erlaubnis ihres Abts ins Ausland gereist. Dass sie nun in London wie eine Jahrmarktsshow vermarktet wurden, erregte insbesondere den Zorn der konservativen mönchischen Fraktion in Tibet, deren Einfluss in Lhasa im Zunehmen begriffen war. In Noels Film war Tibet ein wundersam altmodisches Land, in dem die Zeit stehengeblieben war. Tatsächlich befand sich Lhasa im Jahre 1924 am Rande einer Revolution und es existierten sogar Pläne, den Dalai Lama zu entmachten. Aus Sicht des Dalai Lama und der liberalen Kräfte in Tibet kam die Affair of the Dancing Lamas zu einem Zeitpunkt, der kaum hätte ungünstiger sein können: Unterstützt von F. M. Bailey sollte der Einfluss der konservativen Klöster beschnitten werden. Was sich im Einzelnen ereignete, ist nicht bekannt, jedoch scheiterte dieses Vorhaben. Sowohl der liberale tibetische Armeechef als auch der Polizeichef gingen 1924/1925 ins Exil nach Sikkim. Anstatt einer Modernisierung Tibets gingen die konservativen Kräfte gestärkt hervor, sie unterbanden erfolgreich jegliche Modernisierungsversuche des Dalai Lamas. Es ist weitgehender Konsens, dass ein politisch und militärisch modernisiertes Tibet besser in der Lage gewesen wäre, sich der Annexion durch China 1950 zu widersetzen.